# Atracción por las personas transgénero

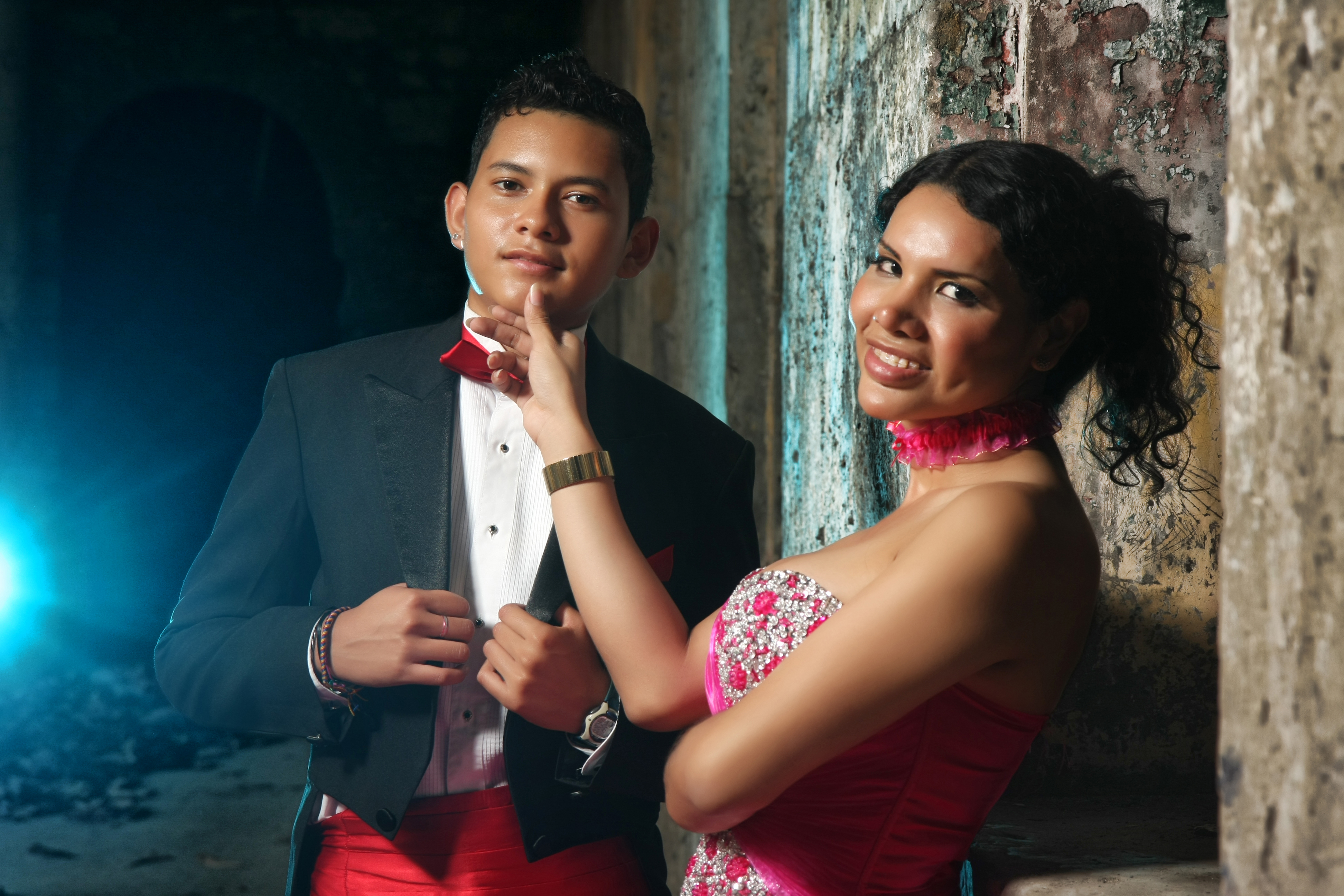
La activista trans Diane Rodríguez fue quien logró legalizar las uniones de hecho en Ecuador. En la fotografía ella está con su novio trans Nicolás Guamanquispe

La atracción sexual hacia las personas transgénero ha sido objeto de estudios científicos y comentarios sociales. Los psicólogos han investigado la atracción sexual hacia mujeres trans, personas no binarias, hombres trans y una combinación de estos. Los hombres cisgénero atraídos por las mujeres transgénero se identifican principalmente como heterosexuales y, a veces, como bisexuales, pero rara vez como homosexuales. La investigación sobre la excitación sexual ha confirmado que sus patrones de respuesta son diferentes a los de los hombres homosexuales y se asemejan a la de los hombres heterosexuales, excepto que están muy excitados por las mujeres transgénero además de las mujeres cisgénero.

## Estudio científico
A pesar de que varios investigadores se refieren a ella como una parafilia, tener una preferencia sexual por las personas transgénero no se puede diagnosticar como una enfermedad mental ni como un trastorno parafílico.
En su estudio sociológico, Martin S. Weinberg y Colin J. Williams entrevistaron a 26 hombres sexualmente interesados en mujeres trans (MSTW). Trece se identificaron a sí mismos como heterosexuales y 13 como "bisexuales o probablemente bisexuales". Los autores opinaron que tales "etiquetas describen solo superficialmente su interés sexual", y señalaron que el interés expresado en las mujeres trans a veces se utilizaba como base para negar una identidad propia más estigmatizada. Como ejemplo, describieron un caso que "dijo que era bisexual en lugar de gay porque podía pensar en las mujeres trans como mujeres".
Como parte de la investigación de prevención del VIH en 2004, el grupo conformado por Don Operario, Jennifer Burton, Kristen Underhill, Kristen y Jas Sevelius entrevistó a 46 hombres en el área de San Francisco que tenían relaciones sexuales con mujeres transgénero, pero no encontraron "patrones consistentes entre cómo los hombres describían su identidad de orientación sexual versus su comportamiento sexual y atracción por las mujeres transgénero". De la muestra, 20 de ellos se describieron a sí mismos como heterosexuales. Algunos hombres fueron definitivos sobre esta declaración, mientras que otros dudaban y se preguntaban si deberían considerarse bisexuales.
Un estudio de la Universidad del Noroeste reclutó a 205 hombres interesados en mujeres transexuales. En esa encuesta en línea, el 51 % se identificó como heterosexual, el 41 % como bisexual y el resto como homosexuales. Además, el 55 % dijo que su pareja ideal sería una mujer cisgénero y el 36 % dijo que sería una mujer trans. Los autores del estudio concluyeron que "el interés en las mujeres trans parece ser un interés sexual distinto, separado de la atracción de los hombres heterosexuales por las mujeres para la mayoría de los hombres, pero hay una minoría sustancial que puede experimentarlo como su orientación sexual".
Un estudio de 2016 que utilizó la pletismografía peneana (falometría) demostró que los patrones de excitación, genital y subjetivo, de los hombres que informan que se sienten atraídos por las mujeres transgénero que tienen "características físicas típicas de la mujer (por ejemplo, senos) mientras retienen el pene" son similares a los de los hombres heterosexuales, y diferentes a los de los hombres homosexuales. El estudio mostró que estos hombres se excitaban mucho más con los estímulos femeninos que con los masculinos. Sin embargo, se diferenciaban de los grupos de hombres heterosexuales y homosexuales en que también mostraban una fuerte excitación ante los estímulos que presentaban mujeres trans, a los que respondían tanto como a los estímulos femeninos cisgénero. El estudio también encontró que la autoginofilia era común en este grupo: el 42 % del grupo de estudio informó haber experimentado excitación autoginefílica. De los hombres atraídos por las mujeres trans, el 41,7 % se identificó como bisexual y el resto se identificó como heterosexual. Sin embargo, los bisexuales entre ellos no mostraron una excitación significativamente mayor a los estímulos masculinos que sus contrapartes heterosexuales. Informaron un mayor número de parejas sexuales masculinas y tenían niveles más altos de excitación autoginefílica autoinformada que sus contrapartes heterosexuales.
La excitación sexual también se midió en otro estudio, comparando las respuestas de cuatro grupos de personas: travestis masculinos autoginefílicos, hombres ginandromorfofílicos, hombres heterosexuales y hombres homosexuales. Las reacciones del pene de los participantes del estudio se registraron mientras veían nueve clips de películas de 3 minutos (con audio): dos neutrales (paisajes naturales con música relajante) y siete que mostraban parejas de individuos involucrados en sexo oral y con penetración. En estos siete, dos tenían solo actores masculinos cisgénero, dos tenían solo actores femeninos cisgénero (con digitación como el sexo con penetración), y tres tenían mujeres transgénero que tenían senos y un pene como actores: una mujer y un hombre trans, una mujer trans y una mujer cis, y una mujer trans con otra mujer trans. Sus respuestas replicaron el hallazgo de que los hombres ginandromorfofílicos son distintos de los hombres homosexuales. Sin embargo, las respuestas de los ginandromorfófilos no se distinguen de las de los transexuales masculinos autoginefílicos. Estos dos grupos mostraron poca respuesta a los estímulos cisgénero solo masculinos, gran respuesta a los estímulos cisgénero solo femeninos, pero mayor respuesta a los estímulos femeninos transgénero. Las respuestas de los hombres homosexuales y los hombres heterosexuales mostraron los patrones esperados de mayor excitación para los hombres y mujeres cisgénero respectivamente, poco para el sexo no preferido y solo algunos para las actrices trans.
Un estudio de 2019 que preguntó a 958 participantes qué identidades de género estarían interesados en salir con citas encontró que el 96,7 % de los hombres heterosexuales, el 98,2 % de las mujeres heterosexuales, el 88,5 % de los hombres gay, el 71,2 % de las mujeres lesbianas y el 48,3 % de los bisexuales, queer, y los participantes no binarios informaron que no estarían interesados en salir con una persona transgénero, y el resto estaría interesado.

## Visión social
Los materiales eróticos creados para personas atraídas por hombres trans se han vuelto más visibles, especialmente debido al actor pornográfico transexual Buck Angel. El activista trans Jamison Green escribe que los hombres homosexuales cisgénero que se asocian con hombres trans "a menudo se sorprenden al descubrir que un pene no es lo que define a un hombre, que la falta de pene no significa falta de masculinidad, hombría, o la sexualidad masculina". El autor y periodista homosexual Andrew Sullivan ha criticado la idea de que los hombres homosexuales deberían necesariamente sentirse atraídos por los hombres trans, argumentando que la orientación sexual se basa en el sexo biológico, no en la identidad de género.

## Terminología
Se ha desarrollado una variedad de términos casuales para referirse a las personas que se sienten atraídas por las personas transgénero. Estos términos incluyen trans-atraído, trans-orientado, transfan, admirador trans, y receptor trans. Los términos transamoroso y transsensual también han surgido, pero no se han utilizado mucho.
Se han utilizado los términos transexual chaser (a veces abreviado como chaser) y tranny hawk, aunque muchos consideran transexual un insulto. El término perseguidor se usa predominantemente para describir a hombres sexualmente interesados en mujeres trans, pero a veces también se usa para referirse a aquellos interesados en hombres trans. Las mismas personas transgénero a menudo usan el término en un sentido peyorativo, porque consideran que los cazadores los valoran solo por su estado trans, en lugar de sentirse atraídos por ellos como personas. Sin embargo, algunos reclaman este término de manera afirmativa. El sociólogo Avery Tompkins de la Universidad de Transylvania de Kentucky argumentó en un artículo en el Journal of Homosexuality que una política trans sexualmente positiva no puede surgir si términos como "perseguidor de transexuales" informaron la discusión sobre la atracción por las personas transgénero.
En la literatura científica, los términos ginandromorfofílico (sustantivo: ginandromorfofilia) y ginemimetofílico (sustantivo: ginemimetofilia) se utilizan para hombres que se sienten atraídos por mujeres trans que poseen una combinación de y características físicas femeninas.
El término skoliosexual se ha utilizado para describir la atracción por personas no binarias. Los términos pansexual y polisexual (así como bisexual) pueden usarse para indicar que las personas con variantes de género se encuentran entre los tipos de personas por las que uno se siente atraído.